# دانييل داينو
دانييل داينو (بالإيطالية: Matteo Baldassarre)‏ (8 سبتمبر 1979 بألساندريا في إيطاليا - ) هو لاعب كرة قدم إيطالي في مركز الدفاع. شارك مع منتخب إيطاليا تحت 15 سنة لكرة القدم ومنتخب إيطاليا تحت 16 سنة لكرة القدم ومنتخب إيطاليا تحت 18 سنة لكرة القدم ومنتخب إيطاليا تحت 20 سنة لكرة القدم ومنتخب إيطاليا تحت 21 سنة لكرة القدم. أما مع النوادي، فقد لعب مع إيه سي ميلان وديربي كاونتي ونادي ألساندريا ونادي أنكونا ونادي بولونيا ونادي بيروجيا ونادي مودينا ونادي نابولي وASD Città di Gallipoli ‏.